# Dimitar Mitov
Dimitar Veselinov Mitov (bulharsky: Димитър Веселинов Митов ; * 22. ledna 1997) je bulharský profesionální fotbalista, který hraje na pozici brankáře za skotský klub Aberdeen FC a bulharský národní tým.

## Klubová kariéra

### Počátky kariéry v Bulharsku
Mitov se narodil v Montaně a část svého dětství strávil v Kozloduji, kde začal trénovat fotbal v devíti letech. Zpočátku byl nasazen jako hráč v poli. Po krátkém působení v klubu Dunav Selanovci v roce 2009, ve věku 12 let, absolvoval úspěšnou zkoušku v akademii Christo Stoičkova a připojil se ke klubu Chavdar Etropole.

### Charlton Athletic
Mitov přišel do Charlton Athletic v roce 2013 poté, co prošel zkouškou v Nottingham Forest. V dubnu 2015 vstřelil gól z šestnácti yardů proti Coventry City U18, čímž si získal pozornost tisku. Za klub hrál ve věkových kategoriích do 18 let, do 21 let a do 23 let, ale nikdy nenastoupil za seniorský tým.

#### Hostování v Canvey Island
V únoru 2015 se Mitov připojil na měsíční hostování ke klubu Canvey Island. Jednou si za klub zahrál při remíze 1:1 s Lewes dne 28. února 2015.

### Cambridge United
Po propuštění z Charlton Athletic se Mitov připojil ke klubu EFL League Two Cambridge United, kde podepsal dvouletou smlouvu. Dne 8. srpna 2017 debutoval při porážce 4:1 v EFL Cupu proti Bristol Rovers. Mitov se poprvé v lize představil až v posledních zápasech sezóny 2017/18, kdy si zahrál proti Morecambe, Newport County a Port Vale.
Dne 16. května 2018 prodloužil Mitov s Cambridge smlouvu. Smlouva ho v klubu měla udržet až do roku 2021 a následně byla prodloužena. Během sezóny 2018/19 Mitov nahradil Davida Fordeho na pozici brankářské jedničky: během sezóny odehrál celkem 21 ligových utkání.
Během sezóny 2020/21 absolvoval Mitov 20 ligových zápasů a s United postoupil do EFL League One.
Dne 23. srpna 2021 vyhrál Mitov cenu Hráč kola v prvním kole Carabao Cupu za svůj vynikající výkon v zápase proti Swindon Town, který United vyhráli na penalty. Dne 8. ledna 2022 si získal pozornost svým výkonem poté, co jeho tým způsobil velké pohárové rozrušení tím, že porazil Newcastle United 1:0 v St James’ Parku, čímž tento klub vyřadili již ve 3. kole FA Cupu. Ve stejné sezóně Cambridge United skončili v League One na 14. místě. Dne 30. dubna 2022 byl Mitov jmenován hráčem sezóny United.
Na konci sezóny 2022/23 Mitov opustil United po vypršení jeho smlouvy poté, co pomohl klubu se udržet v League One v poslední den, po výhře 2:0 nad Forest Green Rovers. Odešel po 6 letech a 146 vystoupeních v klubu.

### St. Johnstone
Dne 14. července 2023 se Mitov připojil ke skotskému klubu St. Johnstone a podepsal s ním dvouletou smlouvu. 26. srpna udržel své první čisté konto v sezóně při bezgólové ligové remíze proti Celticu. Mitov pomáhal St. Johnstone v celé sezóně a v poslední den sezóny chytil zásadní penaltu při výhře 2:1 nad Motherwellem.

### Aberdeen
Dne 19. června 2024 se Mitov připojil s dalšímu skotskému klubu Aberdeen na tříletou smlouvu za nezveřejněný poplatek. Podle Mitova se rozhodl přestěhovat se do Aberdeenu kvůli „obrovské historii klubu“. V klubu okamžitě zapůsobil a chytil penaltu při výhře 1:0 nad Ross County. Mitov výrazně přispěl k sérii 13 výher klubu pod vedením nového manažera Jimmyho Thelina. Dne 9. listopadu 2024 chytil další penaltu při výhře 4:1 nad Dundee. Dne 1. prosince 2024 utrpěl dlouhodobé zranění stehenní šlachy proti Hearts ve 46. minutě a byl nahrazen Rossem Doohanem.

## Reprezentační kariéra
Mitov reprezentoval Bulharsko ve věkových kategoriích do 17 a do 19 let. V obou národních týmech byl také kapitánem.
V srpnu 2023 dostal od hlavního trenéra Mladena Krstajiće první pozvánku do bulharské seniorské reprezentace na přátelské utkání s Íránem a kvalifikační zápas na Mistrovství Evropy ve fotbale 2024 proti Černé Hoře. Dne 7. září 2023 si Mitov připsal svůj první reprezentační zápas, když odehrál celých 90 minut při prohře 0:1 s Íránem. Bylo mu uděleno číslo 1, které "zdědil" po brankářích jako Daniel Naumov nebo Ivan Ďulgerov. Své první mezinárodní čisté konto udržel při výhře 1:0 nad Tanzanií v březnu 2024 a odehrál také všechny bulharské zápasy v Lize národů UEFA 2024/25.

## Statistiky

### Klubové
Platí k zápasu hranému 1. ledna 2025.
| Klub                      | Sezóna            | Liga                 | Liga   | Liga | Národní pohár | Národní pohár | Ligový pohár | Ligový pohár | Ostatní | Ostatní | Celkově | Celkově |
| Klub                      | Sezóna            | Soutěž               | Zápasy | Góly | Zápasy        | Góly          | Zápasy       | Góly         | Zápasy  | Góly    | Zápasy  | Góly    |
| ------------------------- | ----------------- | -------------------- | ------ | ---- | ------------- | ------------- | ------------ | ------------ | ------- | ------- | ------- | ------- |
| Charlton Athletic         | 2014/15           | EFL Championship     | 0      | 0    | 0             | 0             | 0            | 0            | 0       | 0       | 0       | 0       |
| Charlton Athletic         | 2015/16           | EFL Championship     | 0      | 0    | 0             | 0             | 0            | 0            | 0       | 0       | 0       | 0       |
| Charlton Athletic         | 2016/17           | EFL League One       | 0      | 0    | 0             | 0             | 0            | 0            | 0       | 0       | 0       | 0       |
| Charlton Athletic         | Celkově           | Celkově              | 0      | 0    | 0             | 0             | 0            | 0            | 0       | 0       | 0       | 0       |
| Canvey Island (hostování) | 2014/15           | Isthmian League      | 1      | 0    | 0             | 0             | 0            | 0            | 0       | 0       | 1       | 0       |
| Cambridge United          | 2017/18           | EFL League Two       | 3      | 0    | 0             | 0             | 1            | 0            | 3       | 0       | 7       | 0       |
| Cambridge United          | 2018/19           | EFL League Two       | 21     | 0    | 0             | 0             | 1            | 0            | 3       | 0       | 25      | 0       |
| Cambridge United          | 2019/20           | EFL League Two       | 27     | 0    | 0             | 0             | 0            | 0            | 0       | 0       | 27      | 0       |
| Cambridge United          | 2020/21           | EFL League Two       | 20     | 0    | 1             | 0             | 1            | 0            | 0       | 0       | 22      | 0       |
| Cambridge United          | 2021/22           | EFL League One       | 42     | 0    | 5             | 0             | 2            | 0            | 2       | 0       | 51      | 0       |
| Cambridge United          | 2022/23           | EFL League One       | 33     | 0    | 0             | 0             | 0            | 0            | 0       | 0       | 33      | 0       |
| Cambridge United          | Celkově           | Celkově              | 146    | 0    | 6             | 0             | 5            | 0            | 8       | 0       | 165     | 0       |
| St. Johnstone             | 2023/24           | Scottish Premiership | 38     | 0    | 1             | 0             | 2            | 0            | 0       | 0       | 41      | 0       |
| Aberdeen                  | 2024/25           | Scottish Premiership | 16     | 0    | 0             | 0             | 6            | 0            | 0       | 0       | 22      | 0       |
| Celkově v kariéře         | Celkově v kariéře | Celkově v kariéře    | 201    | 0    | 7             | 0             | 13           | 0            | 8       | 0       | 229     | 0       |

### Reprezentační
Platí k zápasu hranému 18. listopadu 2024.
| Národní tým | Rok     | Zápasy | Góly |
| ----------- | ------- | ------ | ---- |
| Bulharsko   | 2023    | 2      | 0    |
| Bulharsko   | 2024    | 7      | 0    |
| Celkově     | Celkově | 9      | 0    |

## Úspěchy
Individuální
- Hráč roku Cambridge United: 2021/22
- Hráč roku St. Johnstone: 2023/24